# Terremoto de Shandong de 1668
El gran terremoto de Tancheng, también conocido como el terremoto de Shandong, fue un gran evento sísmico que ocurrió durante el gobierno de la dinastía Qing, en la provincia de Shandong, el 25 de julio de 1668. El terremoto tuvo una magnitud estimada de 8,5, lo que lo convirtió en el terremoto histórico más grande en China del Este y uno de los más grandes en tierra. El terremoto tuvo implicaciones catastróficas para la región. Se estima que entre 43.000 y 50.000 vidas se perdieron en el terremoto y sus efectos se sintieron ampliamente. El epicentro pudo haber estado ubicado entre el condado de Ju y los condados de Tancheng, al noreste de la ciudad de Linyi, a nivel de prefectura, en el sur de Shandong.

## Entorno geológico
El terremoto ocurrió a mitad de camino entre Beijing y Shanghái, donde la actividad sísmica es poco frecuente. No ha habido grandes terremotos en la zona durante más de 150 años.
El terremoto de 1668 ocurrió a lo largo de la falla de Yishu, un segmento de la enorme zona de falla de Tan-Lu que se formó en el Mesozoico. Esta falla tiene una tasa de deslizamiento estimada de menos de 1 a 2,6 mm/año. La falla de Yishu atraviesa el este de China a lo largo de 360 kilómetros y es parte de la zona de falla de Tan-Lu, mucho más larga, de 2.000 kilómetros de largo, que se extiende de norte a noreste y de sur a suroeste en el este de China. Durante el terremoto, la Falla de Yishu produjo una ruptura de una longitud de 160 kilómetros, con un desplazamiento medio de 9 metros. El sentido de deslizamiento de la falla fue principalmente de rumbo dextral con un pequeño componente de cabalgamiento. La inversión sísmica sugiere un área de ruptura de 160 por 32 kilómetros en una falla de dirección norte-sur casi vertical. Se ha sugerido una profundidad de hipocentro de entre 22 y 28 kilómetros para el evento de 1668. La misma falla también pudo haber producido un terremoto de magnitud 7,5 en Haicheng en 1975, 700 kilómetros al norte de este evento. Otro terremoto destructivo en 1969 también se produjo a lo largo de la zona de falla de Tan-Lu.

## Impacto
| Lugar    | Muertes                              |
| -------- | ------------------------------------ |
| Ju       | >20.000                              |
| Tancheng | >8.700                               |
| Linyi    | >6.900                               |
| Zhucheng | >2.700                               |
| Dongying | >1.000                               |
| Laiwu    | La mayor parte de la población murió |
| Jiaozhou | >90                                  |
| Weifang  | >470                                 |
| Yishui   | 1.725                                |
| Jimo     | 653                                  |
| Zhucheng | >100                                 |
| Yutai    | 140                                  |
| Sishui   | >100                                 |

El poderoso terremoto se sintió en 379 condados, 29 de los cuales sufrieron daños catastróficos. También afectó a Jiangsu, Anhui, Zhejiang, Fujian, Jiangxi, Hubei, Henan, Hebei, Shanxi, Shaanxi, Liaoning y Corea. Hubo una zona radial de daños de 1.000 kilómetros alrededor de los condados de Tancheng, Linyi y Ju. Es considerado uno de los más destructivos en la historia de China. El terremoto produjo una fuerte sacudida asignada de XII en la escala de intensidad de Mercalli Modificada, la sacudida más destructiva que un terremoto podría lograr.
Solo en el condado de Ju, más de 20.000 personas fueron asesinadas. Las casas residenciales y oficiales fueron destruidas. Se derrumbaron escuelas, templos, almacenes y las murallas de la ciudad. En Mashi, Wulugu, Yanjiagu, Shifengdo, Keluodo y Maqi, se produjeron deslizamientos de tierra en las colinas. Se produjo un hundimiento y colapso generalizado de la tierra. Se observaron fisuras de hasta 1 metro de ancho y cientos de metros de largo. Una fisura medía 7,5 kilómetros desde Guanzhuang hasta Gehu a lo largo del acantilado de un río. Expulsó polvo, arena y agua. En tres pozos, el agua fue expulsada 1 metro en el aire.
En Tancheng, las almenas, los edificios gubernamentales, las casas, una torre de vigilancia, los templos y los almacenes quedaron completamente destruidos. Murieron más de 8.700 personas. Según los informes, las fisuras eran tan anchas que las personas no podían caminar sobre ellas. El fondo de estas fisuras también era demasiado profundo para ser visto. El agua brotó del suelo a una altura de 10 metros. En Lizhuang, una ciudad del condado, se produjo un hundimiento masivo.
En Linyi, no quedaron intactos hogares, murallas ni templos. Hubo más de 6.900 muertes reportadas. Se decía que el agua negra salía de las fisuras. El agua brotó de los pozos y formó una piscina de 15 a 20 metros de ancho. Muchos muros de ciudades cercanas cayeron y algunas partes se inundaron por el desbordamiento de ríos y pozos. Las fisuras provocaron la erupción de agua y arena, enterrando casas. También murió mucho ganado. Se produjeron graves daños en Ganyu.

## Tsunami
Los registros históricos también documentaron un probable tsunami en la región. Se informó que las ciudades costeras se inundaron y los ríos se desbordaron.

## Respuesta
El emperador Kangxi ordenó a su ministerio que se encargara de los esfuerzos de socorro. En 40 prefecturas y condados, se eximieron las tasas impositivas. Se emitieron más de 227.300 taels de plata.